# جائزة إيسبي لأفضل رياضي صاعد
جائزة إيسبي لأفضل رياضي صاعد المعروفة أيضًا باسم جائزة إيسبي لأفضل رياضي صاعد في العام، هي جائزة تُمنح سنويًا لتكريم الرياضيين الذين حققوا إنجازات بارزة في مجال الرياضة، مُنحت لأول مرة في عام 1993 ضمن جوائز إيسبي. صُممت الجائزة بواسطة النحات لورانس نولان. وهي تُمنح للرياضي الذي حقق إنجازًا بارزًا في رياضة فردية دولية كبيرة أو في رياضة جماعية لفِرق احترافية في أمريكا الشمالية. عادةً ما تُمنح الجائزة لرياضي في موسمِه/ها الأول كمحترف في مستوى معين، لكن يمكن أن يفوز بها أي رياضي يظهر تحسنًا كبيرًا في أدائه خلال السنة أو يصبح معروفًا بشكل كبير. منذ عام 2004، أصبح اختيار الفائزين بجوائز إيسبي من خلال التصويت عبر الإنترنت، حيث يختار الجمهور الفائزين من بين قائمة من المرشحين التي تعدها لجنة الترشيحات الخاصة بشبكة إيسبي. قبل ذلك، كانت لجنة من الخبراء هي التي تختار الفائرين. وحتى عام 2001، كانت حفلات توزيع الجوائز تُقام في فبراير من كل عام لتكريم إنجازات العام السابق، الجوائز المقدمة بعد عام 2001 تُمنح في يوليو وتعكس الأداء من يونيو الذي قبله. 
كان غاري شيفيلد، لاعب فريق سان دييغو بادريس، أول من فاز بهذه الجائزة عام 1993. حصل الرامي الياباني هيديو نومو من فريق لوس أنجلوس دودجرز على الجائزة في عام 1996، ليصبح أحد الرياضيين الوحيدين المولودين خارج الولايات المتحدة الذين نالوا هذا التكريم؛ حيث كان الرياضي الثاني هو ألفونسو سوريانو، لاعب الجناح الأيسر في فريق نيويورك يانكيز من جمهورية الدومينيكان، والذي فاز بها في عام 2003. كما فازت إيلين غو بالجائزة في عام 2022، ولدت في الولايات المتحدة لكنها كانت تمثل الصين في المنافسات. تُعد إيلين ثاني امرأة تفوز بهذه الجائزة، بعد لاعبة البيسبول مون إيكيا ديفيس، من فريق أندرسون مونياركس التي فازت بها في عام 2015. كان لاعبو كرة القدم الأمريكية الأكثر فوزًا بهذه الجوائز برصيد 11 جائزة وثلاثة عشر ترشيحًا، يليهم لاعبو البيسبول بثمانية جوائز وعشرة ترشيحات. لم يسبق لأي رياضي أن فاز بهذه الجائزة أكثر من مرة. لم تُمنح الجائزة في عام 2020 بسبب جائحة كوفيد-19.

## الفائزون والمرشحون
| السنة | الصورة                                                                  | الرياضي                     | الجنسية                     | الفريق                      | المسابقة                                      | الرياضة                     | المرشحون | المراجع                     |
| ----- | ----------------------------------------------------------------------- | --------------------------- | --------------------------- | --------------------------- | --------------------------------------------- | --------------------------- | --- | --------------------------- |
| 1993  | Gary Sheffield holding his baseball helmet at a game in 2005            | غاري شيفيلد                 | الولايات المتحدة            | سان دييغو بادريس            | دوري كرة القاعدة الرئيسي                      | البيسبول                    | فريد كوبل ( الولايات المتحدة) – الغولف · جيم كورير ( الولايات المتحدة) – التنس · باري فوستر ( الولايات المتحدة) – بيتسبورغ ستيلرز                                                                                      | [ 10 ] [ 11 ]               |
| 1994  | مايك بياتا قبل بداية مؤتمر الصحافة في قاعة مشاهير البيسبول لعام 2016    | مايك بياتا                  | الولايات المتحدة            | لوس أنجلوس دودجرز           | دوري كرة القاعدة الرئيسي                      | البيسبول                    | — | [ 12 ]                      |
| 1995  | جيف باجويل وهو يسير على ملعب البيسبول في عام 2009                       | جيف باغويل                  | الولايات المتحدة            | هيوستن أسترو                | دوري كرة القاعدة الرئيسي                      | البيسبول                    | إيرني إلس ( جنوب أفريقيا) – الغولف · تومي مو ( الولايات المتحدة) – التزلج | [ 13 ] [ 14 ]               |
| 1996  | هيديو نومو على ملعب تدريب البيسبول في 2011                              | هيديو نومو                  | اليابان                     | لوس أنجلوس دودجرز           | دوري كرة القاعدة الرئيسي                      | البيسبول                    | جيف بليك ( الولايات المتحدة) –سينسيناتي بنغالز · مارتن برودر ( كندا) – نيوجيرسي ديفيلز | [ 15 ] [ 16 ]               |
| 1997  | تايجر وودز يتحدث إلى وسائل الإعلام في مؤتمر صحفي في 2009                | تايجر وودز                  | الولايات المتحدة            | —                           | جولة PGA                                      | الغولف                      | ماريانو ريفيرا ( بنما) – نيويورك يانكيز · أليكس رودريغيز ( الولايات المتحدة) – سياتل مارينرز | [ 17 ] [ 18 ]               |
| 1998  | نومار غارسيا بارا يتحدث إلى صحفي في 2010                                | نومار غارسيا بارا           | الولايات المتحدة            | بوسطن ريد سوكس              | دوري كرة القاعدة الرئيسي                      | البيسبول                    | — | [ 19 ]                      |
| 1999  | راندي موس قبل مباراة في الموسم التحضيري مع نيو إنجلاند باتريوتس في 2009 | راندي موس                   | الولايات المتحدة            | مينيسوتا فايكنجز            | الدوري الوطني لكرة القدم الأمريكية            | كرة القدم الأمريكية         | — | [ 20 ]                      |
| 2000  | كورت وارنر في حدث قبل المباراة في 2004                                  | كورت وارنر                  | الولايات المتحدة            | سينت لويس رامز              | الدوري الوطني لكرة القدم الأمريكية            | كرة القدم الأمريكية         | سيرجيو غارسيا ( إسبانيا) – الغولف · سيرينا ويليامز ( الولايات المتحدة) – التنس | [ 21 ] [ 22 ]               |
| 2001  |                                                                         | داونتي كولبيبر              | الولايات المتحدة            | مينيسوتا فايكنجز            | الدوري الوطني لكرة القدم الأمريكية            | كرة القدم الأمريكية         | رولون غاردنر ( الولايات المتحدة) – المصارعة · جوش هايبيل ( الولايات المتحدة) – أوكلوهوما سونرز · مارات سافين ( روسيا) – التنس                                                                                          | [ 23 ] [ 24 ]               |
| 2002  | توم برادي يلعب مع نيو إنجلاند باتريوتس في 2011                          | توم برادي                   | الولايات المتحدة            | نيوإنغلاند بيتريوتس         | الدوري الوطني لكرة القدم الأمريكية            | كرة القدم الأمريكية         | كيفين هارفك ( الولايات المتحدة) – ناسكار · سارة هيوز ( الولايات المتحدة) – تزلج فني على الجليد · إيشيرو سوزوكي ( اليابان) – سياتل مارينرز                                                                              | [ 25 ] [ 26 ]               |
| 2003  | ألفونسو سورينيو في 2006                                                 | ألفونسو سوريانو             | جمهورية الدومينيكان         | نيويورك يانكيز              | دوري كرة القاعدة الرئيسي                      | البيسبول                    | ليبرون جيمس ( الولايات المتحدة) – كليفلاند كافالييرز · جيمي جونسون ( الولايات المتحدة) – ناسكار · ياو مينغ ( الصين) – هيوستن روكتس · كلينتون بورتيس ( الولايات المتحدة) – دنفر برونكوز                                 | [ 27 ] [ 28 ]               |
| 2004  | ليبرون جيمس يلعب مع كليفلاند كافالييرز في 2006                          | ليبرون جيمس                 | الولايات المتحدة            | كليفلاند كافالييرز          | الرابطة الوطنية لكرة السلة                    | كرة السلة                   | فريدي آدو ( الولايات المتحدة) – كرة القدم · كارميلو أنثوني ( الولايات المتحدة) – دنفر ناغتس · جيك ديلهوم ( الولايات المتحدة) – كارولينا بانثرز · ميشيل وي ( الولايات المتحدة) – الغولف                                 | [ 29 ] [ 30 ]               |
| 2005  | صورة فوتوغرافية لدواين ويد في 2005                                      | دواين ويد                   | الولايات المتحدة            | ميامي هيت                   | الرابطة الوطنية لكرة السلة                    | كرة السلة                   | دانيكا باتريك ( الولايات المتحدة) – سلسلة إندي كار · بين روثليسبيرغر ( الولايات المتحدة) – بيتسبرغ ستيلرز · ماريا شارابوفا ( روسيا) – التنس                                                                            | [ 31 ] [ 32 ]               |
| 2006  | كريس بول يلعب مع لوس أنجلوس كليبرز في 2013                              | كريس بول                    | الولايات المتحدة            | نيو أورلينز بيليكانز        | الرابطة الوطنية لكرة السلة                    | كرة السلة                   | كيمي ميسنر ( الولايات المتحدة) – تزلج فني على الجليد · ألكسندر أوفيتشكين ( روسيا) – واشنطن كابيتالز · شون وايت ( الولايات المتحدة) – تزلج بلوح الثلج                                                                   | [ 33 ] [ 34 ]               |
| 2007  | ديفين هيستر يلعب مع شيكاغو بيرز في 2008                                 | ديفن هيستر                  | الولايات المتحدة            | شيكاغو بيرز                 | الدوري الوطني لكرة القدم الأمريكية            | كرة القدم الأمريكية         | كيفن دورانت ( الولايات المتحدة) – تكساس لونغهورن · ريان هوارد ( الولايات المتحدة) – فيلادلفيا فيليز · مورغان بريسيل ( الولايات المتحدة) – الغولف                                                                       | [ 35 ] [ 36 ]               |
| 2008  | أدريان بيترسون في زي مينيسوتا فايكنغز في 2009                           | أدريان بيترسون              | الولايات المتحدة            | مينيسوتا فايكنغز            | الدوري الوطني لكرة القدم الأمريكية            | كرة القدم الأمريكية         | كايل بوش ( الولايات المتحدة) – ناسكار · ستيفن كاري ( الولايات المتحدة) – ديفيدسون وايلد كاتس · آنا إيفانوفيتش ( صربيا) – التنس                                                                                         | [ 37 ] [ 38 ]               |
| 2009  | مات رايان في الأماكن العامة في 2015                                     | مات رايان                   | الولايات المتحدة            | أتلانتا فالكونز             | الدوري الوطني لكرة القدم الأمريكية            | كرة القدم الأمريكية         | شاون جونسون ( الولايات المتحدة) – الجمباز · إيفان لونغوريا ( الولايات المتحدة) – تامبا باي رايز · ديريك روز ( الولايات المتحدة) – شيكاغو بولز                                                                          | [ 39 ] [ 40 ]               |
| 2010  | كريس جونسون جالس على خوذته في مباراة كرة قدم أمريكية في 2010            | كريس جونسون                 | الولايات المتحدة            | تينيسي تايتنز               | الدوري الوطني لكرة القدم الأمريكية            | كرة القدم الأمريكية         | بريتني غراينر ( الولايات المتحدة) – بايلور بيرز · ستيفن سترسبورغ ( الولايات المتحدة) – واشنطن ناشونالز · جون وول ( الولايات المتحدة) – كنتاكي وايلد كاتس                                                               | [ 41 ] [ 42 ]               |
| 2011  | بليك غريفين يلعب مع لوس أنجلوس كليبرز في 2011                           | بليك غريفين                 | الولايات المتحدة            | لوس أنجلوس كليبرز           | الرابطة الوطنية لكرة السلة                    | كرة السلة                   | خوسيه باوتيستا ( دومينيكا) – تورنتو بلو جايز · أريان فوستر ( الولايات المتحدة) – هيوستن تكسنز · لي نا ( الصين) – التنس · كام نيوتن ( الولايات المتحدة) – أوبورن تايغرز                                                 | [ 43 ] [ 44 ]               |
| 2012  | جيريمي لين في حفل غالا 2012 تايم 100                                    | جيريمي لين                  | الولايات المتحدة            | نيويورك نيكس                | الرابطة الوطنية لكرة السلة                    | كرة السلة                   | أنطوني ديفيس ( الولايات المتحدة) – كنتاكي وايلد كاتس · روبرت غريفين الثالث ( الولايات المتحدة) – بايلور بيرز · روب غرانكوسكي ( الولايات المتحدة) – نيو إنغلاند باتريوتس · أليكس مورغان ( الولايات المتحدة) – كرة القدم | [ 45 ] [ 46 ]               |
| 2013  | كولين كايبرنيك مرتديًا زي سان فرانسيسكو 49رز في مباراة في 2012           | كولين كايبرنيك              | الولايات المتحدة            | سان فرانسيسكو 49            | الدوري الوطني لكرة القدم الأمريكية            | كرة القدم الأمريكية         | جوني مانزيل ( الولايات المتحدة) – تكساس إيه آند إم آجيز · ياسييل بويغ ( كوبا) – لوس أنجلوس دودجرز · مايك تراؤت ( الولايات المتحدة) – لوس أنجلوس أنجلز · راسيل ويلسون ( الولايات المتحدة) – سياتل سيهوكس                | [ 47 ] [ 48 ]               |
| 2014  | ريتشارد شيرمان في مباراة استعراضية مع سياتل سيهوكس في 2015              | ريتشارد شيرمان              | الولايات المتحدة            | سياتل سيهوكس                | الدوري الوطني لكرة القدم الأمريكية            | كرة القدم الأمريكية         | نيك فولز ( الولايات المتحدة) – فيلادلفيا إيغلز · داميان ليلارد ( الولايات المتحدة) – بورتلاند تريل بليزرز · ماساهيرو تاناكا ( اليابان) – نيويورك يانكيز                                                                | [ 49 ] [ 50 ]               |
| 2015  | مويني ديفيس في حفل إضاءة شجرة عيد الميلاد الوطنية 2014                  | مون إيكيا ديفيس             | الولايات المتحدة            | أندرسون موناركس             | ليتل ليغ بيسبول                               | بيسبول                      | أوديل بيكهام جونيور ( الولايات المتحدة) – نيويورك جاينتس · كارديل جونز ( الولايات المتحدة) – أوهايو ستايت باكيز · جوردان سبيث ( الولايات المتحدة) – غولف                                                               | [ 51 ] [ 52 ]               |
| 2016  | جيك أريتا يؤدي رمية دافئة لفريق شيكاغو كابس في 2018                     | جيك أريتا                   | الولايات المتحدة            | شيكاغو كابس                 | دوري كرة القاعدة الرئيسي                      | بيسبول                      | كارل-أنتوني تاونز ( الولايات المتحدة) – مينيسوتا تيمبر وولفز · كلوي كيم ( الولايات المتحدة) – التزلج على الثلج · كونور مكغريغور ( أيرلندا) – MMA                                                                       | [ 53 ] [ 54 ]               |
| 2017  | داك بريسكوت يلعب مع دالاس كاوبويز في 2017                               | داك بريسكوت                 | الولايات المتحدة            | دالاس كاوبويز               | الدوري الوطني لكرة القدم الأمريكية            | كرة القدم الأمريكية         | يانيس أنتيتوكومبو ( اليونان) – ميلووكي باكس · لوري هيرنانديز ( الولايات المتحدة) – الجمباز · آرون جادج ( الولايات المتحدة) – نيويورك يانكيز · كريستيان بوليسيتش ( الولايات المتحدة) – كرة القدم                        | [ 55 ] [ 56 ]               |
| 2018  | دونوفان ميتشل في زي يوتا جاز في 2018                                    | دونوفان ميتشل               | الولايات المتحدة            | يوتا جاز                    | الرابطة الوطنية لكرة السلة                    | كرة السلة                   | ألفين كامارا ( الولايات المتحدة) – نيو أورلينز ساينتس · بن سيمونز ( أستراليا) – سان فرانسيسكو 49 · سلوان ستيفنز ( الولايات المتحدة) – تنس                                                                              | [ 57 ] [ 58 ]               |
| 2019  | ساكوين باركلي يلعب مع نيويورك جاينتس في 2018                            | ساكوين باركلي               | الولايات المتحدة            | نيويورك جاينتس              | الدوري الوطني لكرة القدم الأمريكية            | كرة القدم الأمريكية         | ناومي أوساكا ( اليابان) – تنس · كريستيان ييليش ( الولايات المتحدة) – ميلووكي بريورز · تراي يونغ ( الولايات المتحدة) – أتلانتا هوكس                                                                                     | [ 59 ]                      |
| 2020  | لم تُمنح بسبب جائحة كوفيد-19                                             | لم تُمنح بسبب جائحة كوفيد-19 | لم تُمنح بسبب جائحة كوفيد-19 | لم تُمنح بسبب جائحة كوفيد-19 | لم تُمنح بسبب جائحة كوفيد-19                   | لم تُمنح بسبب جائحة كوفيد-19 | لم تُمنح بسبب جائحة كوفيد-19 | لم تُمنح بسبب جائحة كوفيد-19 |
| 2021  |                                                                         | لاميلو بال                  | الولايات المتحدة            | شارلوت هورنتس               | الرابطة الوطنية لكرة السلة                    | كرة السلة                   | جاستن هيربيرت ( الولايات المتحدة) – لوس أنجلوس تشارجرز · تشايس يونغ ( الولايات المتحدة) – واشنطن ريدسكينس · كريستال دانجرفيلد ( الولايات المتحدة) – مينيسوتا لينكس ·                                                   | [ 60 ]                      |
| 2022  |                                                                         | إيلين جو                    | CHN                         | —                           | —                                             | التزلج على الجليد           | جا مورانت ( الولايات المتحدة) – ميمفيس غريزليس · ترينيتي رودمان ( الولايات المتحدة) واشنطن سبيريت · جوناثان تايلور ( الولايات المتحدة) إنديانابوليس كولتس                                                              | [ 61 ]                      |
| 2023  | F20230526ES-0294                                                        | أنجل ريس                    | الولايات المتحدة            | فريق كرة السلة النسائي LSU  | الرابطة الوطنية لرياضة الجامعات الدرجة الأولى | كرة السلة                   | كايتلين كلارك ( الولايات المتحدة) – فريق كرة السلة النسائي آيوا · بروك بيردي ( الولايات المتحدة) سان فرانسيسكو 49 · جوليو رودريغيز سياتل مارينرز                                                                       | [ 62 ]                      |
| 2024  |                                                                         | جوجو واتكينز                | الولايات المتحدة            | فريق كرة السلة النسائي USC  | الرابطة الوطنية لرياضة الجامعات الدرجة الأولى | كرة السلة                   | هايلي براينت ( الولايات المتحدة) – جمباز نسائي LSU · سي. جي. سترود ( الولايات المتحدة) هيوستون تكسانز · فيكتور ويمبانياما ( فرنسا) سان أنطونيو سبرز                                                                    | [ 63 ]                      |

## الروابط الخارجية
- الموقع الرسمي